# Comté de Brown (Illinois)
Pour les articles homonymes, voir Comté de Brown.
Le comté de Brown (en anglais : Brown County) est un comté de l'État américain de l'Illinois.

## Comtés voisins
|                      | Nord: Comté de Schuyler |                           |
| Ouest: Comté d'Adams | Comté de Brown          | Est: Comté de Cass        |
|                      | Sud: Comté de Pike      | Sud-Est : Comté de Morgan |

## Villes et villages
- Mound Station
- Mount Sterling
- Ripley
- Versailles